# 화락 (일본주)
화락 또는 히오치(火落ち)는 일본주에 화락균(火落ち菌)이 번식하여 품질이 떨어지는 것을 말한다.
화락균은 유산균의 일종으로, 알콜 저항성이 높다. 고지가 생성한 메발론산을 소비하기 때문에 일본주에서 번식하기 쉽고, 활동하면서 술을 탁하고 원치 않는 향이 나게 만든다. 프룩틸락토바킬루스 프룩티보란스(Fructilactobacillus fructivorans), 렌틸락토바킬루스 힐가르디(Lentilactobacillus hilgardii), 락티카세이바킬루스 파라카세이(Lacticaseibacillus paracasei), 락티카세이바킬루스 람노수스(Lacticaseibacillus rhamnosus) 등이 있다.
일본에서 화락은 과거부터 알려져 있었고 이를 막기 위해 열로 살균 처리를 해왔다. 산업화 이후에는 방부제로 살리실산이 쓰인 적이 있었으나 1975년 금지되었다.

## 참고 문헌
- 정동효, 《누룩의 과학》